# Mierenkring

Mierenkring

Een mierenkring (Engels: 'ant mill', letterlijk 'mierenmolen') is een fenomeen waarbij een groep trekmieren zijn feromonenspoor verliest en gescheiden raakt van zijn volk. Zoekend vinden ze dan hun eigen spoor terug, zodat ze in een cirkel gaan lopen. Het merendeel van de mieren in zo'n kring sterft uiteindelijk door uitputting.
Het verschijnsel is in de natuur zeldzaam, maar is gereproduceerd in laboratoria en komt voor in simulaties van mierenvolken. Soortgelijke verschijnselen zijn waargenomen bij processierupsen en vissen.

## Ontdekking van de mierenkring
De eerste beschrijving van een mierenkring is in 1920 gemaakt door William Beebe. Beebe was op pad in de jungle van Guyana voor de New York Zoological Society, de latere Wildlife Conservation Society. Aan het einde van het tweede boek over zijn onderzoek beschrijft Beebe een groep rondstruinende mieren. Als hij de mieren, uit het geslacht Eciton, de volgende ochtend opnieuw ziet volgt hij hun spoor en ontdekt dat het een gesloten kring is, van soms wel zes rijen breed. Beebe staat versteld van deze ontdekking en volgt het spoor nogmaals om zekerheid te krijgen. De kring was 370 meter in omtrek en door de gemiddelde snelheid van de mieren te meten schatte Beebe dat de mieren ongeveer tweeënhalf uur nodig hadden om rond te gaan.
De Amerikaanse diergedragswetenschapper Theodore Christian Schneirla (1902—1968) verklaarde het fenomeen in 1944. Vanuit eerder onderzoek over mierengedrag concludeerde Schneirla dat de kring een gevolg was van de chemicaliën die mieren achterlaten, later feromonen genoemd, die ervoor zorgden dat de mieren elkaar volgen. Een rondgaande beweging ontstaat als de voorste mieren het spoor van de colonne kwijt zijn en dan het spoor van de volgers terugvinden, als een spoorzoeker die zijn eigen voetafdrukken volgt.

## Evolutie

### Verwantschap
Het fenomeen van mierenkringen is alleen bekend bij trekmieren. In de twintigste eeuw werd aangenomen dat de soorten waarbij dit voorkomt geen gemeenschappelijke voorouder hadden waarin dit gedrag ontstaan kon zijn. Het ging om drie afstammingslijnen: Aenictinae en Dorylinae in de Oude Wereld en Ecitoninae in de Nieuwe Wereld, en men nam aan dat het in elk van die lijnen apart ontstaan moest zijn. Vanaf 2003 werd duidelijk dat de verwantschap tussen die lijnen veel verder terugging, tot 105 miljoen jaar geleden. Er kon dus wel degelijk een gedeelde voorouder zijn van voor de volledige scheuring van het continent Gondwana. Anno 2023 worden alle drie de groepen ingedeeld bij de Dorylinae.

### Persistentie
In de natuurlijke habitat zijn mierenkringen zeldzaam door variaties in het terrein, waar de trekmieren af en toe hun voorganger kwijtraken en zo de cirkel doorbreken. Als zulke natuurlijke obstakels ontbreken, bijvoorbeeld in een laboratorium of op een trottoir, is het ontstaan van een mierenkring bijna onvermijdelijk.
Omdat mierenkringen in de natuur weinig voorkomen, is er niet veel evolutionaire druk om dit fenomeen te elimineren. Toch is het opmerkelijk dat een evident schadelijk gedragspatroon meer dan honderd miljoen jaar kon blijven bestaan. Verklaringen liggen in twee gedragsfactoren en de voortplantingsstrategie:
De levenswijze van trekmieren heeft twee aspecten die een sterke evolutionaire druk richting onvoorwaardelijk collectief gedrag met zich meebrengen: de nomadische levenswijze en het vangen van voedsel. Een mier die geïsoleerd raakt van de trekkende colonne is vrijwel ten dode opgeschreven. Verder kan een individu nauwelijks alleen aan voedsel komen, doordat trekmieren vooral jagen op prooien die vele malen groter zijn dan zijzelf. 
Daarnaast is er de voortplantingsstrategie: in tegenstelling tot veel andere mieren hebben de trekmieren koninginnen die niet vliegen, zodat ze langzaam evolueren.
Door dit geheel zijn er weinig evolutionaire kansen en weinig druk om het schadelijke collectieve gedrag uit te bannen.